# Южный Вьетнам
Республика Вьетнам (вьет. Việt Nam Cộng hòa; фр. République du Viêt Nam), или более широко известное под неофициальным названием Южный Вьетнам — государство в Юго-Восточной Азии, существовавшее с 1955 по 1975 годы (формально де-юре до 1976) в части современного Вьетнама южнее 17 параллели (реки Бенхай), когда южная часть Вьетнама была членом Западного блока во время холодной войны после разделения Вьетнама в 1954 году. Впервые он получил международное признание в 1949 году как Государство Вьетнам в составе Французского союза со столицей в Сайгоне (переименованном в Хошимин в 1976 году), прежде чем стать республикой в 1955 году. Южный Вьетнам граничил с Северным Вьетнамом на севере, Лаосом на северо-западе, Камбоджей на юго-западе и Таиландом через Сиамский залив на юго-западе. Его суверенитет был признан Соединёнными Штатами и 87 другими странами, хотя ему не удалось стать членом Организации Объединённых Наций в результате советского вето в 1957 году. В 1975 году на смену ему пришла Республика Южный Вьетнам.

## История
Предшественниками Республики Вьетнам также были Автономная Республика Кохинхина (вьет. Cộng hòa Tự trị Nam Kỳ, фр. République autonome de Cochinchine) (1946—1948), которая в 1949 году была унифицирована с другими французскими колониями во Вьетнаме и образовали монархическое профранцузское Государство Вьетнам (вьет. Quốc gia Việt Nam) во главе с императором Бао Даем (с 1949 по 1954 претендовало на всю вьетнамскую территорию).

### Разделение страны по 17-й параллели
24 июля 1954 года Женевская конференция, после судьбоносного поражения французских сил в сражении при Дьенбьенфу, принимает три соглашения о прекращении огня и одну итоговую декларацию, по которым Камбоджа, Лаос и Вьетнам объявлены независимыми, а территория Вьетнама временно разделялась на две части до общенациональных выборов, которые должны были состояться в 1956 году, после чего должно было состояться объединение, и между которыми располагалась демилитаризованная зона по 17-й параллели. Север вьетнамской территории переходил под контроль властей «Демократической Республики Вьетнам» (ДРВ) во главе с Хо Ши Мином (став, таким образом, первым социалистическим государством в регионе Юго-Восточной Азии), а на юге оставалось созданное Францией монархическое «Государство Вьетнам» во главе с императором Бао Даем.

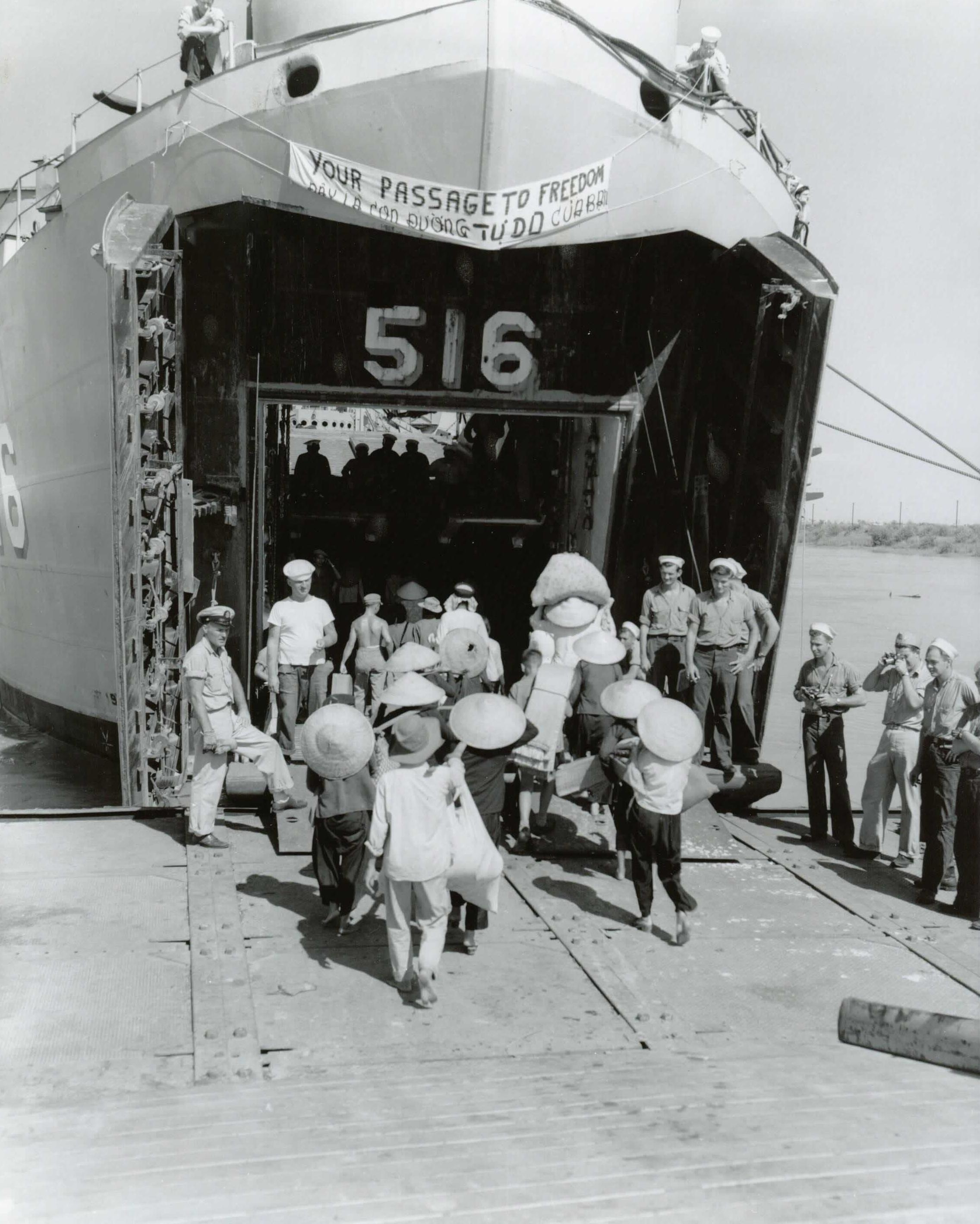
Около 1 миллиона северовьетнамских беженцев перебираются в Южный Вьетнам в ходе операции «Passage to Freedom».

Женевские соглашения также устанавливали десятимесячный период свободного передвижения между двумя государствами. В ходе операции «Passage to Freedom», которая длилась девять месяцев, более 100 кораблей ВМС США и военной морской транспортной службы эвакуируют около 311 000 беженцев, 69 000 тонн грузов и 8 000 транспортных средств из Северного Вьетнама в Южный Вьетнам. Сюда также перебираются вьетнамские солдаты, которые позже поступают на службу в южновьетнамскую армию. Ещё около 500 000 человек, многие из которых католики, бегут с Севера на французских, британских и вьетнамских судах. В общей сложности из Северного Вьетнама в Южный Вьетнам переезжает почти 1 миллион человек.

### Правительство Нго Динь Зьема: 1955—1963
18 июня 1954 года из своего замка в Каннах, Франция, Бао Дай выбирает Нго Динь Зьема новым премьер-министром государства Вьетнам. Нго Динь Зьем возвращается в Сайгон 26 июня, а затем 7 июля официально сформировывает своё новое правительство, которое формально охватывало весь Вьетнам.
19 июля 1955 года правительство ДРВ в Ханое предлагает правительству Вьетнама в Сайгоне назначить представителей на конференцию для переговоров о всеобщих выборах, как того требовали Женевские соглашения 1954 года. На следующий день Государство Вьетнам отклоняет данную просьбу и утверждает что государство Вьетнам не было участником Женевского соглашения и что выборы в Северном Вьетнаме не будут свободными. 9 августа правительство Государства Вьетнам заявляет, что оно не будет вступать в переговоры с правительством Северного Вьетнама о выборах до тех пор, пока в Северном Вьетнаме сохраняется коммунистическое правительство. 31 августа госсекретарь США Джон Фостер Даллес поддерживает позицию правительства Государства Вьетнам относительно его отказа от проведения общенациональных выборов по воссоединению двух вьетнамских государств.
23 октября 1955 года после того, как император Бао Дай, всё ещё находящийся во Франции, пытается сместить Нго Динь Зьема с поста премьер-министра, в этот же день Нго Динь Зьем организует референдум. Тщательно управляемый Зьемом, он приводит к тому, что 98 процентов голосов было отдано в его пользу. Через три дня, в качестве обоснования, используя результаты данного референдума, премьер-министр Нго Динь Зьем провозглашает Государство Вьетнам — Республикой Вьетнам и себя во главе неё в качестве президента.

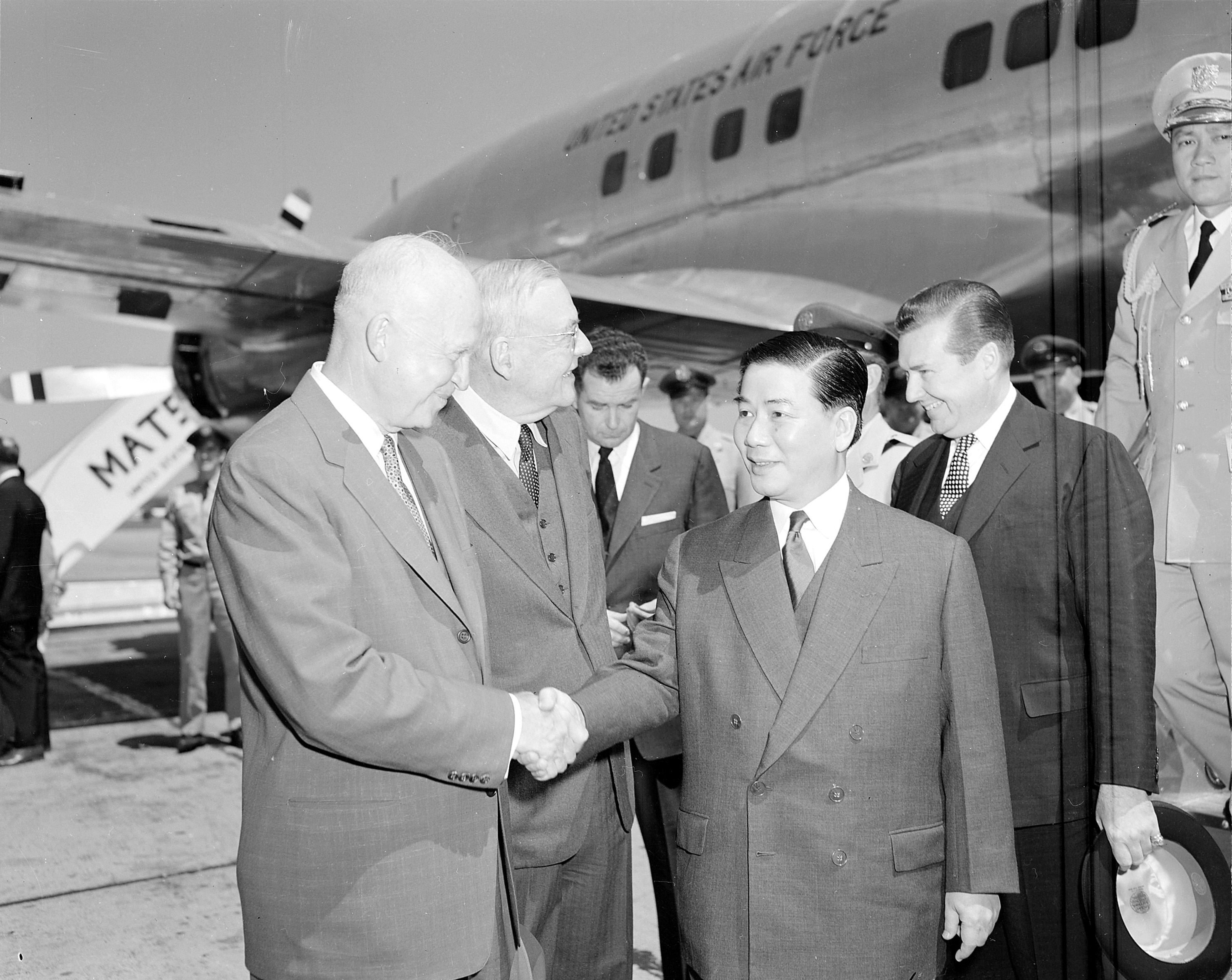
Президент США Дуайт Д. Эйзенхауэр и госсекретарь Джон Фостер Даллес приветствуют президента Республики Вьетнама Нго Динь Зьема в Вашингтоне, 8 мая 1957 г.

24 октября президент США Дуайт Эйзенхауэр пишет премьер-министру Нго Динь Зьему и обещает прямую помощь его правительству, которое теперь контролирует Южный Вьетнам. 1 января 1955 года Вашингтон начинает направлять свою помощь непосредственно правительству Вьетнама Нго Динь Зьема. 12 февраля 1955 года группа военной помощи и консультаций США (Military Assistance and Advisory Group, MAAG) берёт на себя ответственность за обучение и организацию армии Государства Вьетнам. 10 мая Нго Динь Зьем официально запрашивает военных советников США.
В марте-апреле 1955 года происходят боевые действия между подразделениями армии государства Вьетнам, верными Зьему, и гангстерской организацией в Сайгоне, известной как Бинь-Сюйен.

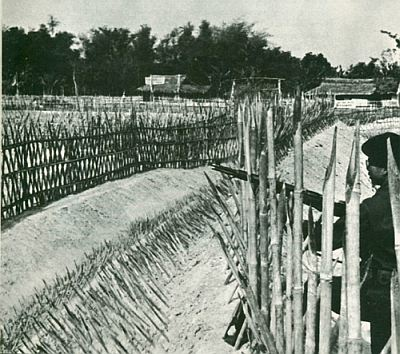
«Стратегическое поселение» в сельской местности Южного Вьетнама.

В 1956 году Зьем начал свою «Антикоммунистическую кампанию по разоблачению», чтобы обнаружить тайники с оружием в Южном Вьетнаме, а также арестовать сотни политических деятелей Вьетминя, которые остались в Южном Вьетнаме для подготовки к запланированным общенациональным выборам. Но отчасти эта кампания была ответом на политику Северного Вьетнама в отношении землевладельцев и лидеров оппозиции. Зьем также заключил в тюрьму многих патриотов-некоммунистов и отдалился от этнических меньшинств Южного Вьетнама. Его попытка навязать монтаньярам вьетнамскую культуру изменила давнюю французскую политику. Монтаньяры также сильно пострадали из-за попыток Зьема переселить сельское население в контролируемые правительством районы в рамках неудачной программы стратегических поселений. Это привело к тому, что несогласные монтаньяры сформировали этнонационалистическое движение Объединённый фронт борьбы за угнетённые расы (FULRO).
4 марта 1956 года жители Южного Вьетнама избрали национальное законодательное собрание в составе 123 членов. 26 октября 1956 года вступила в силу новая конституция, сильно ориентированная на контроль со стороны исполнительной власти. Страна была разделена на 41 провинцию, которые подразделялись на районы и деревни. Также с этой даты Государство Вьетнам официально становится Республикой Вьетнам.
Нго Динь Зьем ставил католиков на ключевые посты; многие из них были католиками из центрального Вьетнама и северянами, недавно прибывшими на юг. Другие посты достались его сторонникам и друзьям. Политическая лояльность, а не способности, была проверкой на руководящие должности как в правительстве, так и в вооружённых силах. Отчуждённый и высокомерный Нго Динь Зьем оказался ловким практиком концепции «разделяй и властвуй». Он редко обращался за советом за пределами своего ближайшего семейного круга (возможно, его ближайшим советником был его старший брат, епископ Нго Динь Тук). Нго Динь Зьем также делегировал полномочия своему брату Нго Динь Ню, который контролировал тайную полицию и был организатором Персоналистской трудовой революционной партии (партия Cần Lao).
К 1960 году к Нго Динь Зьему в Южном Вьетнаме росла оппозиция, даже в городах, которые больше всего выиграли от его режима. В апреле 1960 года 18 видных южновьетнамцев выпустили манифест, протестующий против злоупотреблений со стороны правительства. Они были незамедлительно арестованы. 11-12 ноября 1960 г. произошёл неудавшийся переворот, когда десантники окружили президентский дворец и потребовали, чтобы Нго Динь Зьем очистил свою администрацию от определённых лиц, в том числе от его брата Ню. Хотя Зьем перехитрил протестующих, время его режима явно истекало. 27 февраля 1962 года произошла ещё одна попытка государственного переворота, когда два пилота ВВС Республики Вьетнам попытались убить Зьема и его брата Нго Динь Ню, взорвав и обстреляв президентский дворец. Десятки политических противников Нго Динь Зьема исчезли, ещё тысячи томились в лагерях для военнопленных. Между тем, в декабре 1960 года с благословения Ханоя был официально создан Национальный фронт освобождения Южного Вьетнама (НФО, также известен как вьетконг). В НФО полностью доминировал Центральный комитет партии трудящихся Вьетнама (переименованная в Коммунистическую партию).

### Свержение режима Нго Динь Зьема
8 мая 1963 года буддисты собрались в Хюэ, чтобы отметить 2527-й день рождения Будды. Заместитель главы провинции, католик, запретил буддистам вывешивать свой флаг. Это было в соответствии с указом Зьема, требующим, чтобы флаги религий, ассоциаций и других стран вывешивались снаружи только вместе с национальным флагом. Когда протестующие собрались у радиостанции, военнослужащий Региональных сил бросил ручную гранату, чтобы разогнать толпу, несколько человек погибли и другие были ранены. Зьем обвинил в сложившейся ситуации, как он часто делал, коммунистов.

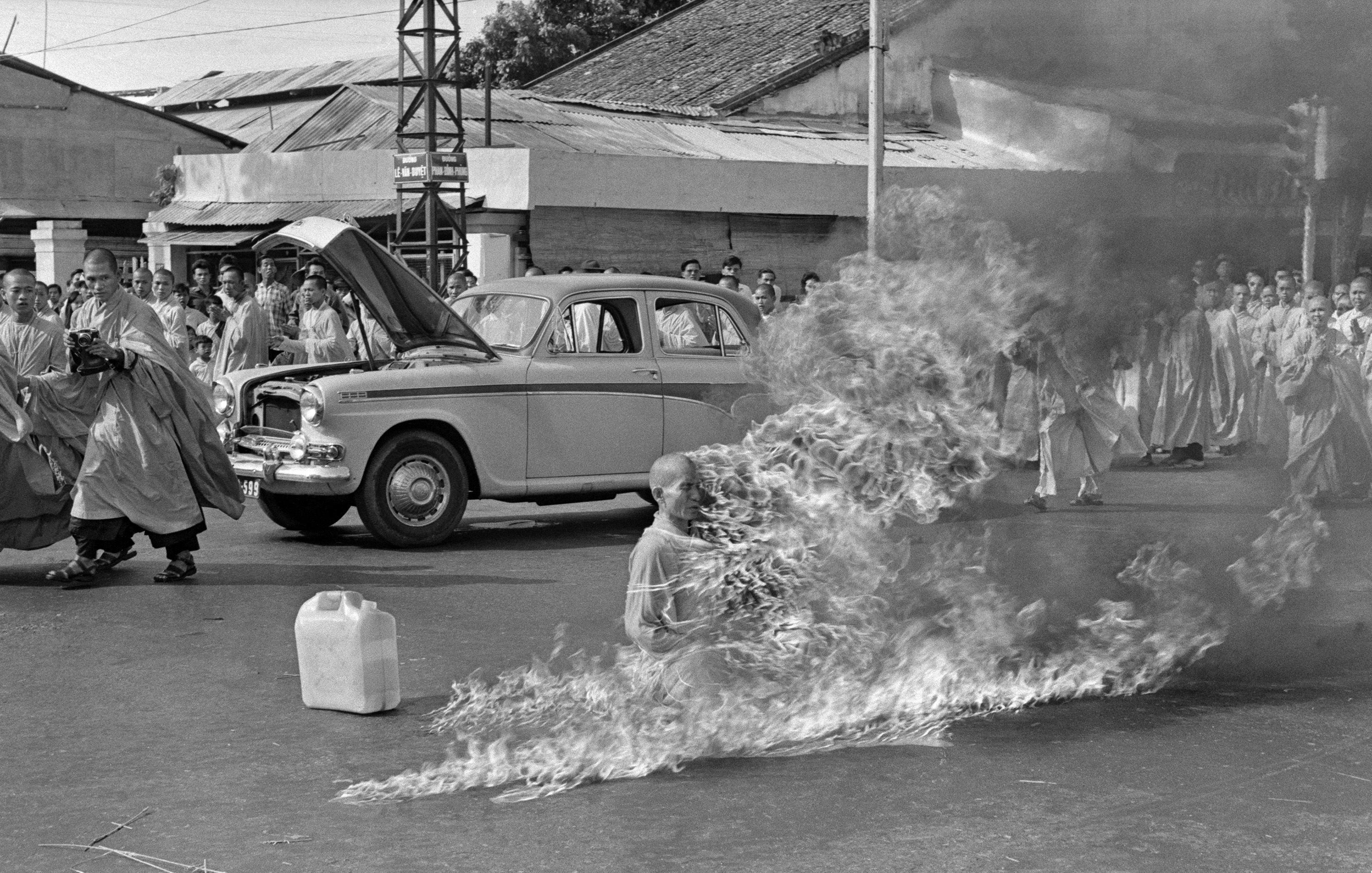
Буддистский монах Тхить Куанг Дык во время акции самосожжения в знак протеста.

Буддисты быстро организовались, координируя забастовки и протесты и следя за тем, чтобы американские средства массовой информации были полностью информированы о событиях. Буддисты встретились с официальными лицами США и призвали Соединенные Штаты избавиться от Зьема или, по крайней мере, заставить его провести реформы. Посол США Фредерик Нолтинг призвал Зьема действовать более ответственно, но президент отказался изменить свою позицию. Затем, 11 июня 1963 года, 60-летний Тхить Куанг Дык, буддийский монах, вышел на один из оживленных перекрестков Сайгона и совершил самосожжение в знак протеста против Зьема и его политики. Последовали другие самосожжения буддистов, и беспорядки усилились. В августе Фредерика Нолтинга на посту посла США в Республики Вьетнам сменил Генри Кэбот Лодж.
Члены собственной армии Зьема — генералы Чан Ван Дон (вьет. Trần Văn Đôn), Ле Ван Ким (вьет. Lê Văn Kim), Зыонг Ван Минь, и другие — начали задаваться вопросом, следует ли разрешить ему оставаться на своем посту. Генералы-диссиденты начали тайно встречаться с агентом Центрального разведывательного управления (ЦРУ) Люсьеном Конейном, который якобы служил советником Министерства внутренних дел Республики Вьетнама, но на самом деле был связующим звеном между генералами и послом Лоджем. Генералы хотели получить гарантии того, что американская помощь продолжится, если они свергнут Зьема.
Вскоре после полуночи 1 ноября 1963 года генералы Зыонг Ван Минь, Тон Тэт Динь и Чан Вон Дон начали захват власти. Заговорщики уже сообщили Лоджу, что жизнь Зьема будет сохранена, если он и Ню согласятся отправиться в изгнание. Два брата были арестованы генералом Май Хыу Сюаном (вьет. Mai Hữu Xuân), который прибыл в церковь на бронетранспортере M-113 (БТР) и четырёх джипах, набитых солдатами. Среди его свиты были майор Зыонг Хиеу Нгиа (вьет. Dương Hiếu Nghĩa) и капитан Нгуен Ван Нюнг (вьет. Nguyễn Văn Nhung), телохранитель генерала Миня. Похитители приказали Зьему и Ню сесть в БТР. Нгиа и Нюнг прогнали их. На обратном пути в Сайгон они остановились возле железнодорожного переезда и убили своих заключенных, расстреляв и нанеся им ножевые ранения. Режим Зьема во Вьетнаме закончился.

### Военная хунта (1963—1967)
После свержения президента Нго Динь Зьема Южный Вьетнам вступил в период ещё большей нестабильности. Ликвидация режима Зьема не предлагала решения политических или институциональных проблем страны, а бюрократическая структура в Южном Вьетнаме продолжает ухудшаться. В течение следующих нескольких лет происходит серия дополнительных переворотов и колебания власти между отдельными антизьемовскими фракциями. Большинство из этих новых правительств существуют всего несколько месяцев.
Со смертью Зьема начался период большой политической нестабильности в правительстве Южного Вьетнама. Вашингтон так и не смог найти ему достойного преемника. Ни один последующий лидер Южного Вьетнама не имел такого легитимного вида и такого большого уважения со стороны широкой публики; и в экономическом, и в социальном плане, за исключением неразберихи в начале его правления, жизнь южновьетнамцев никогда не была лучше, чем при Зьеме.
30 января 1964 г. произошёл ещё один переворот, на этот раз против Зыонг Ван Миня, который возглавил 37-летний генерал-майор Нгуен Кхань. Официальные лица США, застигнутые врасплох, сразу же приветствовали Кханя как нового лидера, потому что он обещал править твердой рукой. Однако, несмотря на проницательность и энергичность, Кхань проявил не больше способностей к управлению, чем Минь.
Политическая нестабильность в Южном Вьетнаме свирепствовала, и в том году произошло семь смен правительства. По мере того, как правительства Южного Вьетнама поднимались и падали, ничто так не тревожило американцев, как возможность того, что одно из них может пойти на компромисс с коммунистами.
Тем временем Ханой с большим интересом следил за политической нестабильностью в Южном Вьетнаме. В конце 1963 г. руководство Северного Вьетнама решило, что настало время резко усилить поддержку войны в Южном Вьетнаме. В результате серьёзного изменения политики, требующего значительных экономических жертв, руководство Северного Вьетнама решило отправить северовьетнамцев на юг для борьбы, представить последние модели стрелкового оружия и санкционировать прямые нападения на американцев в Южном Вьетнаме. В марте 1964 года министр обороны Роберт Макнамара посетил Южный Вьетнам и пообещал поддержку США Кханю. По возвращении в Соединённые Штаты Макнамара публично заявил об улучшении ситуации в Южном Вьетнаме, но в частном порядке он сказал президенту Джонсону, что условия ухудшились со времени его последнего визита туда и что 40 процентов сельской местности теперь находятся под контролем или влиянием Вьетконга. Вашингтон согласился оказать Кханю дополнительную помощь. Но хотя в страну прибывало более 2 миллионов долларов в день, мало из них шло на общественные работы и доходило до крестьян. Кхань, несмотря на обещания Макнамаре перевести страну «на военные рельсы», упорно отказывался сделать это, опасаясь вызвать недовольство богатых и представителей среднего класса горожан, чьи сыновья будут призваны в армию. 2 августа 1964 года произошёл инцидент в Тонкинском заливе, после которого Конгресс США предоставил президенту Джонсону особые полномочия для ведения войны в Юго-Восточной Азии. Война набирала обороты, и из внутреннего общегражданского военного конфликта превращалась в полноценный конфликт с внешним вмешательством.
После продолжительных политических манёвров возник триумвират в составе генералов Кханя, Миня и Чан Тхьен Кхьем. Кхань сохранил пост премьер-министра, но улетел в Далат, когда в столице воцарился хаос. Порядок был восстановлен только после двух дней беспорядков. Тем временем Кхань назначил экономиста, получившего образование в Гарвардском университете, Нгуен Суан Оаня премьер-министром в его отсутствие. Волнения продолжались, поскольку правительству угрожали диссидентские армейские подразделения в дельте Меконга, а требования буддистов выросли и теперь включают право вето на решения правительства.
В ноябре в Сайгоне произошли новые беспорядки в знак протеста против правления Кханя, и посол Тейлор призвал его покинуть страну. К этому времени на первый план вышла фракция более молодых офицеров. Их возглавлял Нгуен Као Ки (один из молодых офицеров, участвовавших в перевороте против Зьема), который был произведен в генерал-майоры и возглавил ВВС Республики Вьетнам. Во фракцию также входил генерал-майор армии Республики Вьетнам Нгуен Ван Тхьеу. Разочаровавшись в неэффективности национального правительства, в середине декабря 1964 г. военные снова свергли Военно-революционный совет из старших офицеров.
В конце января 1965 года новый Совет вооружённых сил решил, что премьер-министр Чан Ван Хыонг должен быть изгнан. Кхань сменил его на посту премьер-министра, но в феврале генерал Лам Ван Фат (вьет. Lâm Văn Phát) сместил Кханя. 17 февраля доктор Фан Хюи Куат стал премьер-министром, а Фан Кхак Шыу — главой государства. Куат, врач с большим опытом работы в правительстве, назначил широко представительный кабинет. Совет вооружённых сил также объявил о формировании Национального законодательного совета в составе 20 членов.
В том же месяце после коммунистических атак, направленных против военнослужащих США, президент Джонсон санкционировал ответные бомбардировки Северного Вьетнама. Операция «Rolling Thunder», продолжительная бомбардировка Северного Вьетнама, началась 2 марта.
11 июня 1965 года правительство Южного Вьетнама рухнуло, и Совет вооружённых сил выбрал военное правительство с Ки в качестве премьер-министра и Нгуен Ван Тхьеу в относительно бессильной должности главы государства. Это было девятое правительство менее чем за два года. Ки предпринял шаги по укреплению вооружённых сил. Он также ввёл необходимые земельные реформы, программы строительства школ и больниц и контроль над ценами. Его правительство также начало разрекламированную кампанию по отстранению от должности коррумпированных чиновников. Однако в то же время Ки предпринял ряд непопулярных репрессивных действий, в том числе запрет газет.
В марте 1965 года батальоны Корпуса морской пехоты США — первые боевые части США — прибыли в Южный Вьетнам для защиты авиабазы Дананг. Вскоре последовали дивизии армии США. К концу 1965 года в Южном Вьетнаме находилось около 200 000 военнослужащих США.
Популярность и политическое влияние Ки также увеличились после встречи в феврале 1966 года с президентом Джонсоном на Гавайях. Две делегации согласились с необходимостью социальных и экономических реформ в Южном Вьетнаме и национальных выборов. В мае постановлением правительства был создан комитет для разработки законов и процедур выборов. В сентябре 1966 г. было избрано учредительное собрание в составе 117 членов. В следующем месяце он собрался в Сайгоне, чтобы начать разработку конституции, которая была завершена в марте 1967 года. Новая конституция предусматривала президента с широкими полномочиями, а также премьер-министра и кабинет, ответственных перед двухпалатным законодательным органом (новая верхняя палата обычно называлась как Сенат) с усиленной властью. Судебная власть также должна была быть равна исполнительной и законодательной ветвям власти. Президент будет избираться на четырёхлетний срок и может баллотироваться на переизбрание один раз. Президент по-прежнему обладал широкими полномочиями, включая командование вооружёнными силами и возможность издавать законы и инициировать законодательные акты. Законодательный орган, состоящий из двух палат, должен был избираться всеобщим голосованием и тайным голосованием.

### Правительство Тхьеу (1967—1975)
Местные выборы состоялись в мае 1967 г., а выборы в нижнюю палату — в октябре. Конституция разрешала политические партии, но конкретно запрещала те, которые продвигают коммунизм «в любой форме». Сложный закон о выборах предусматривал использование списков из 10 человек, и в 1967 году избирателям пришлось выбирать из 48 таких списков, что благоприятствовало хорошо организованным избирательным блокам.
Напряжённость между Ки и Тхьеу была высокой. Сначала они довольно хорошо ладили, но затем оба открыто соперничали за контроль над правительством. Позже Ки резко критиковал Тхьеу, который, по его словам, «хотел власти и славы, но не хотел делать грязную работу». Хотя более высокопоставленный Тхьеу ушёл в отставку в 1965 году, чтобы позволить Ки занять пост премьер-министра, его решимость бросить вызов Ки на высший пост на выборах 3 сентября 1967 года привела к тому, что Совет вооружённых сил вынудил их обоих составить совместный список, предоставив кандидатуру президента Тхьеу и кандидатуру вице-президента Ки просто на основании военного стажа. Дуэт Тхьеу-Ки выиграл выборы, набрав всего 34,8 процента голосов; оставшийся голос был разделён между 10 другими списками.
Тхьеу постепенно консолидировал власть. Как и его предшественники, он правил авторитарно. Однако он был более отзывчив к буддистам, монтаньярам и крестьянам. Он организовал раздачу земли примерно 50 000 семей и к 1968 году добился принятия законов, которые замораживали арендную плату и запрещали землевладельцам выселять арендаторов. Тхьеу также восстановил местные выборы. К 1969 году 95 процентов деревень, находящихся под контролем Южного Вьетнама, имели избранных вождей и советы. Главы деревень также получили контроль над местными Народными силами и некоторую финансовую поддержку центрального правительства.
31 января 1968 года Северовьетнамская армия и части вьетконга нарушили традиционное перемирие, связанное празднованием Тета (Буддистский Новый год по лунному календарю) и начали широкомасштабное наступление по всему Южному Вьетнаму получившее название в данного праздника. Тетское наступление не вызвало национального восстания и имело катастрофические военные последствия. Однако, перенеся войну в города Южного Вьетнама и продемонстрировав постоянную силу коммунистических сил, это стало поворотным моментом в поддержке США правительства в Южном Вьетнаме. Новая администрация Ричарда Никсона ввела новую политику вьетнамизации, чтобы уменьшить участие США в боевых действиях, начала переговоры с северовьетнамцами о прекращении войны и выводе Американского контингента из Вьетнама.
После того, как Соединённые Штаты начали вывод своих войск в 1969 году, Тхьеу столкнулся с проблемой замены американских воинских частей. В 1970 году он мобилизовал многих старшеклассников и студентов колледжей на войну. Это вызвало значительное сопротивление, что, в свою очередь, привело к арестам и судам. Увеличение числа призывников и налогов вызвало всплеск поддержки коммунистов.
26 марта 1971 года Тхьеу передал землю 20 000 человек на впечатляющей церемонии в соответствии с принятием Закона о передаче земли земледельцу, согласно которому земля передавалась тем, кто её обрабатывал. Это снизило арендную плату всего до 7 процентов. Правительство также взяло на себя ответственность за компенсацию бывшим землевладельцам за конфискованные земли.
В 1971 году Тхьеу протолкнул новый закон о выборах, который на практике привел к дисквалификации его основных противников Ки и Зыонг Ван Миня. Закон требовал, чтобы кандидаты заручились поддержкой не менее 40 членов Национальной ассамблеи или 100 провинциальных или муниципальных советников. Оппозиционные группы утверждали, что целью нового закона было лишить их политической власти. Сенат отклонил закон, но он был восстановлен нижней палатой в результате подкупа и запугивания.
Хотя Верховный суд Южного Вьетнама постановил, что Ки, обвинивший правительство Тхьеу в коррупции, может баллотироваться, он предпочел этого не делать. Зыонг Ван Минь, другой главный кандидат, также выбыл. Переизбрание Тхьеу в октябре 1971 года сделало единоличное правление реальностью и нанесло серьёзный ущерб имиджу правительства Южного Вьетнама за рубежом.
В октябре 1972 года Тхьеу заявил о своем несогласии с соглашением, заключенным в Париже между Северным Вьетнамом и Соединенными Штатами, и сорвал его. После массированных бомбардировок Северного Вьетнама в январе 1973 года Ханой и Вашингтон заключили новое соглашение, которое на этот раз было навязано Сайгону. Последние американские боевые части покинули Южный Вьетнам в конце марта. Вьетнамизация наложила серьёзные трудности на Южный Вьетнам. Хотя Соединённые Штаты передали Южному Вьетнаму огромное количество оборудования, Конгресс США сократил финансирование. Это серьёзно снизило способность южновьетнамских сил вести высокотехнологичную войну, для которой они были обучены.
15 марта 1973 года президент США Ричард Никсон намекнул, что Соединённые Штаты вмешаются военным путём, если коммунистическая сторона нарушит соглашение о прекращении огня. Нефтяной кризис, начавшийся в октябре 1973 года нанёс значительный ущерб экономике Южного Вьетнама. Одним из последствий инфляции стало то, что правительству Южного Вьетнама стало всё труднее обеспечивать свою армию, и оно ввело ограничения на использование топлива и боеприпасов.
В январе 1974 года Тхьеу объявил о возобновлении военных действий, и о денонсации Парижского мирного соглашения. За период прекращения огня погибло более 25 000 южновьетнамцев. Также в январе 1974 года Китай атаковал южновьетнамские силы на Парасельских островах, взяв острова под свой контроль.
В августе 1974 года Ричард Никсон, находясь под растущим давлением из-за Уотергейтского скандала и его ведения войны, подал в отставку с поста президента, и правительство Южного Вьетнама потеряло своего самого ярого сторонника.

### Падение Республики Вьетнам и реунификация
В январе 1975 года коммунисты начали крупное наступление в Центральном нагорье. Годы войны и коррупции, а также потеря поддержки США подорвали волю южновьетнамцев к сопротивлению. Реакция Тхьеу на это была в лучшем случае плохой, а его стремительный отказ от Центрального нагорья стал катастрофой.
Тхьеу запросил помощь у президента США Джеральда Форда, но Сенат США не выделил дополнительные деньги для оказания помощи Южному Вьетнаму и уже принял законы, предотвращающие дальнейшее участие во Вьетнаме.
Позже Ки заявил, что Тхьеу превратил тактический отход в бегство, которое в конечном итоге привело к распаду всей южновьетнамской армии. Сопротивление южновьетнамской армии было подавлено, и, когда коммунистические силы приблизились к столице, 25 апреля Тхьеу уехал из страны на Тайвань.
Три дня спустя вице-президент Чан Ван Хыонг передал полномочия главы государства генералу Зыонг Ван Миню. 30 апреля коммунистические войска захватили Сайгон. Минь официально сдался полковнику Буй Тину, высшему офицеру коммунистических сил. Коммунисты заняли Дворец Независимости, «Белый дом» Южного Вьетнама, и Республика Вьетнам прекратил своё существование.

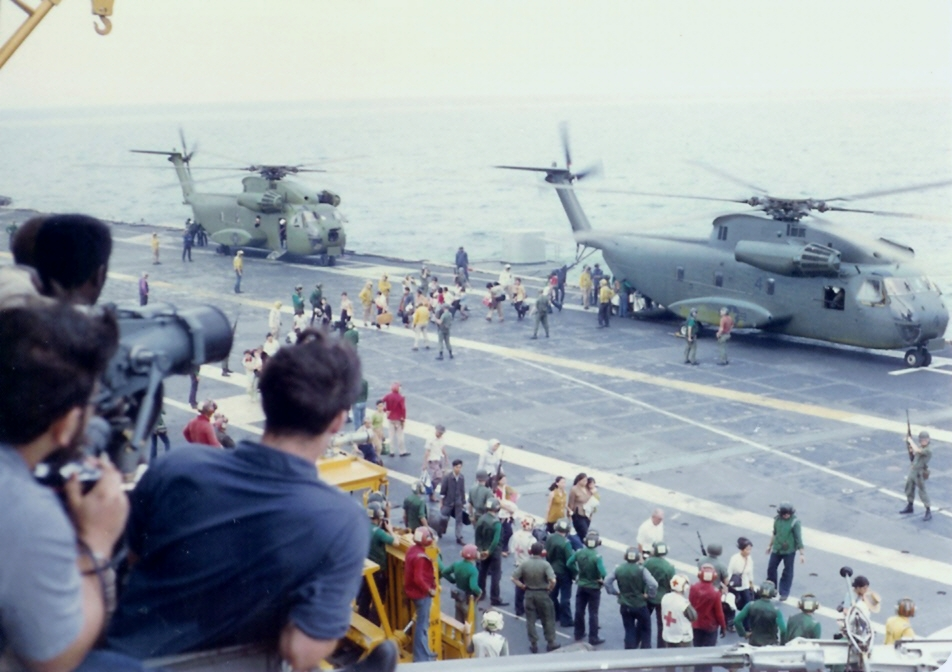
Вертолёт, летевший 29 апреля 1975 года эвакуировал граждан Южного Вьетнама из Сайгона на военный корабль США «USS Hancock».

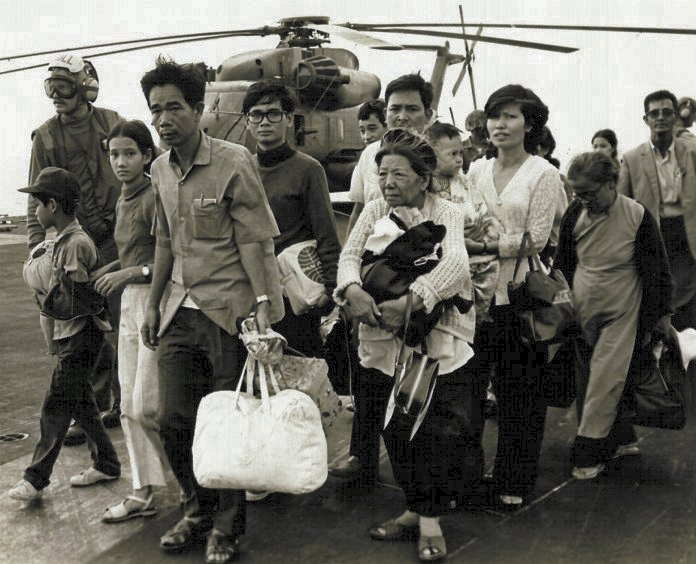
Южновьетнамские беженцы прибывают на корабль ВМС США во время операции «Frequent Wind».

За несколько часов до капитуляции Соединённые Штаты провели массовую эвакуацию государственного персонала США, а также высокопоставленных членов южновьетнамской армии и других южновьетнамцев, которых коммунисты рассматривали как потенциальные цели для преследований. Многие эвакуированные были доставлены прямо на вертолётах на несколько авианосцев, ожидающих у побережья, которые незадолго до этого также участвовали в эвакуации американских граждан из Пномпеня.
После падения Сайгона северовьетнамским силам, 30 апреля 1975 года Временное революционное правительство Республики Южный Вьетнам официально стало правительством Южного Вьетнама. 2 июля 1976 года было провозглашено создание единого независимого вьетнамского государства — Социалистической Республики Вьетнам (СРВ). ДРВ и Республика Вьетнам прекратили существование.

## Лидеры Южного Вьетнама

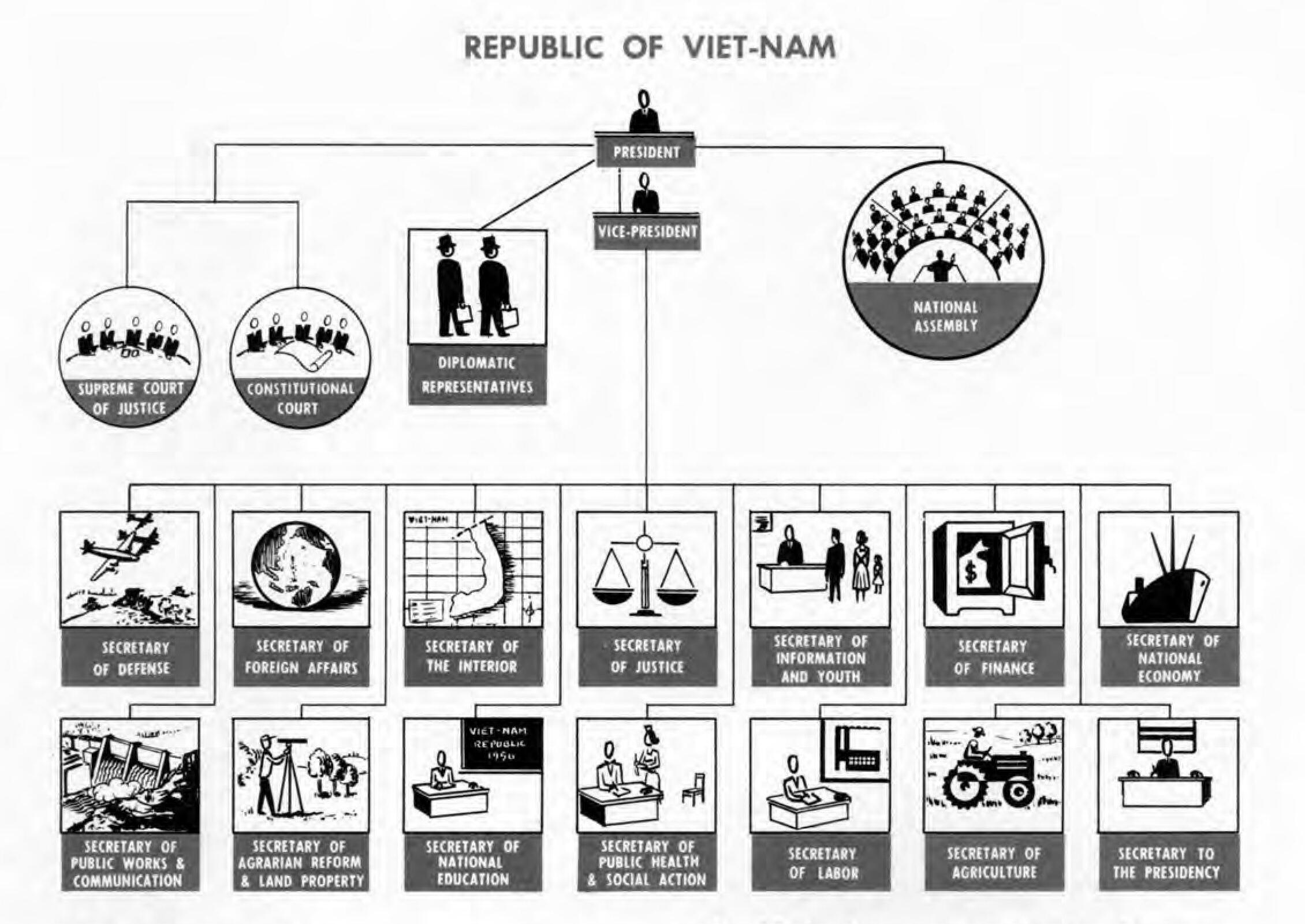
Государственная система Республики Вьетнам в 1956 году.

- Нго Динь Зьем (26.10.1955—02.11.1963)

Военная хунта:
- - Зыонг Ван Минь (02.11.1963—30.01.1964)
  - Нгуен Кхань (30.01.1964—08.02.1964)
  - Зыонг Ван Минь (08.02.1964—16.03.1964)
  - Нгуен Кхань (16.03.1964—27.08.1964)
  - Временный управляющий комитет (Зыонг Ван Минь, Нгуен Кхань, Чан Тхьен Кхьем) (27.08.1964—08.09.1964)
  - Зыонг Ван Минь (08.09.1964—26.10.1964)
  - Фан Кхак Шыу (26.10.1964—14.06.1965) (гражданский)
  - Нгуен Ван Тхьеу (14.06.1965—21.10.1967)
- Нгуен Ван Тхьеу (21.10.1967—21.04.1975) (в качестве избранного президента)
- Чан Ван Хыонг (21.04.1975—21.04.1975)
- Зыонг Ван Минь (21.04.1975—30.04.1975)
- Нгуен Хыу Тхо (30.04.1975—02.07.1976) — Временное правительство Республики Южный Вьетнам

## География

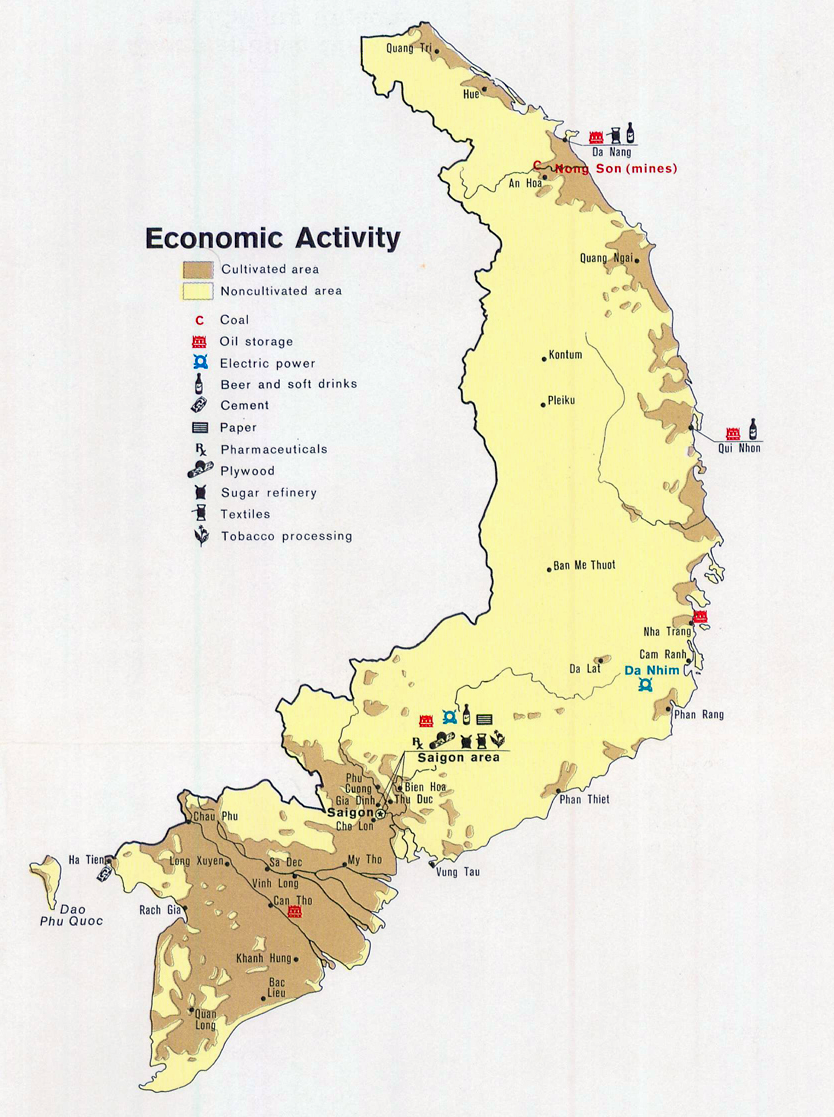
Экономическая карта Южного Вьетнама

Юг был разделён на прибрежные низменности, гористое Центральное нагорье и дельту реки Меконг. Часовой пояс Южного Вьетнама был на час впереди Северного Вьетнама, относящегося к часовому поясу UTC + 8 с тем же временем, что и Филиппины, Бруней, Малайзия, Сингапур, материковый Китай, Тайвань и Западная Австралия.
Помимо материка, Республика Вьетнам также управляла частями Парасельских островов и островов Спратли. Китай установил контроль над Парасельскими островами в 1974 году после того, как военно-морской флот Южного Вьетнама попытался атаковать острова, удерживаемые КНР.

## Административно-территориальное устройство

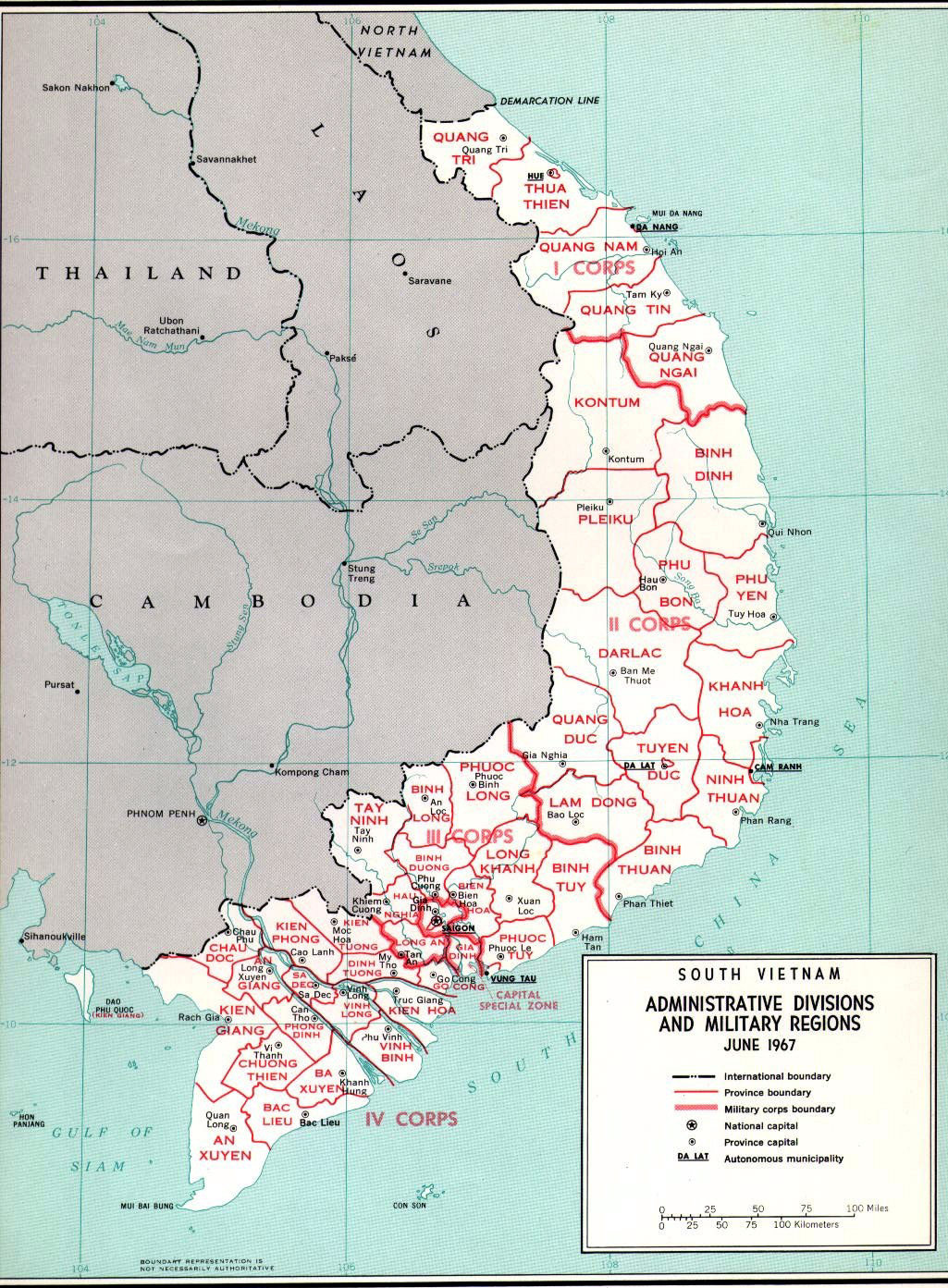
Административная карта Южного Вьетнама

Южный Вьетнам был разделён на сорок четыре провинции:
| Название      | Население (оценка 1968 г.) | Столица     |
| ------------- | -------------------------- | ----------- |
| Куангчи       | 279,088                    | Куангчи     |
| Тхыатхьен-Хюэ | 633,799                    | Хюэ         |
| Куангнам      | 915,123                    | Хойан       |
| Куангтин      | 306,518                    | Тамки       |
| Куангнгай     | 678,606                    | Куангнгай   |
| Контум        | 104,241                    | Контум      |
| Биньдинь      | 902,085                    | Куинён      |
| Плейку        | 192,682                    | Плейку      |
| Фубон         | 51,313                     | Хаубон      |
| Фуйен         | 329,464                    | Туихоа      |
| Даклак        | 293,194                    | Буонметхуот |
| Кханьхоа      | 403,988                    | Нячанг      |
| Дакнонг       | 28,863                     | Зянгиа      |
| Туйендык      | 93,646                     | Далат       |
| Ниньтхуан     | 156,194                    | Фанранг     |
| Ламдонг       | 65,561                     | Баолок      |
| Биньтхуан     | 267,306                    | Фантхьет    |
| Фыоклонг      | 104,213                    | Биньфыок    |
| Лонгкхань     | 144,227                    | Суанлок     |
| Биньтуй       | 59,082                     | Лази        |
| Биньлонг      | 70,394                     | Анлок       |
| Тэйнинь       | 235,404                    | Тэйнинь     |
| Биньзыонг     | 235,404                    | Фукыонг     |
| Бьенхоа       | 449,468                    | Бьенхоа     |
| Фыоктуй       |                            | Фыокле      |
| Хаунгиа       | 279,088                    | Кхиемкыонг  |
| Зиадинь       | 1,089,773                  | Зиадинь     |
| Лонган        |                            | Танан       |
| Зоконг        |                            | Зоконг      |
| Диньтыонг     |                            | Митхо       |
| Киентыонг     | 42,597                     | Мокхоа      |
| Киенфонг      |                            | Каолань     |
| Тяудок        | 575,916                    | Тяудок      |
| Анзянг        | 491,710                    | Лонгсюен    |
| Шадек         | 264,511                    | Шадек       |
| Кьензянг      | 387,634                    | Ратьзя      |
| Кантхо        | 426,090                    | Кантхо      |
| Виньлонг      | 500,870                    | Виньлонг    |
| Киенхоа       | 582,099                    | Чукзианг    |
| Виньбинь      | 404,118                    | Фувинь      |
| Тыонгтьен     | 248,713                    | Витхань     |
| Басюен        | 352,971                    | Кханьхынг   |
| Бакльеу       | 259,891                    | Виньлои     |
| Ансюен        | 235,398                    | Куанлонг    |
| Сайгон        | 1,622,673                  | Сайгон      |

## Демография
В 1968 году население Южного Вьетнама оценивалось в 16 259 334 человека. Однако около одной пятой людей, которые жили в Южном Вьетнаме (от провинции Куангчи до юга), жили в районах, которые контролировались Вьетконгом. В 1970 году около 90 % населения составляли кинь (Вьеты), и 10 % составляли хоа (китайцы), горцы, французы, кхмеры, чамы, евразийцы и другие.
Вьетнамский язык был основным официальным языком, на нём говорило большинство населения. Несмотря на конец французского колониального правления, французский язык всё ещё сохранял сильное присутствие в Южном Вьетнаме, где он использовался в администрации, образовании (особенно на среднем и высшем уровнях), торговле и дипломатии. Правящая элита Южного Вьетнама, как известно, говорила на французском как на основном языке:280–4. С участием США во Вьетнамской войне английский язык был позже представлен в вооружённых силах и стал второстепенным языком дипломатии. Языки, на которых говорят группы меньшинств, включают китайский, кхмерский и другие языки, на которых говорят группы горцев.
Большинство населения считают себя буддистами. Примерно 10 % населения составляли христиане, в основном католики. Другие религии включали каодаизм и хоахаоизм. Конфуцианство как этическая философия оказало большое влияние на Южный Вьетнам.

## Вооружённые силы
Вооруженные силы Республики Вьетнам (вьет. Quân lực Việt Nam Cộng hòa, сокр. QLVNCH, ВСРВ) были официально созданы 30 декабря 1955 года. Создан из колониальных индокитайских вспомогательных подразделений армии бывшего Французского Союза, собранных ранее в июле 1951 года в Национальную армию Вьетнама под руководством Франции (вьет. Quân Đội Quốc Gia Việt Nam, сокр. QĐQGVN; фр. Armée Nationale Vietnamiènne, сокр. ANV), вооружённые силы нового государства состояли в середине 1950-х годов из наземного, воздушного и военно-морского родов войск соответственно:
- сухопутные войска[англ.] (Lục quân Việt Nam Cộng hòa), также известны как «Армия Республики Вьетнам» (АРВ);
- военно-воздушные силы (Không lực Việt Nam Cộng hòa)
- военно-морской флот (Hải quân Việt Nam Cộng hòa) включающий в себя морскую пехоту Республики Вьетнам[англ.] (Sư Đoàn Thủy Quân Lục Chiến, TQLC).

В 1962 году сформированы четыре корпуса, за каждым из которых закреплялась определённая зона ответственности (тактическая зона):

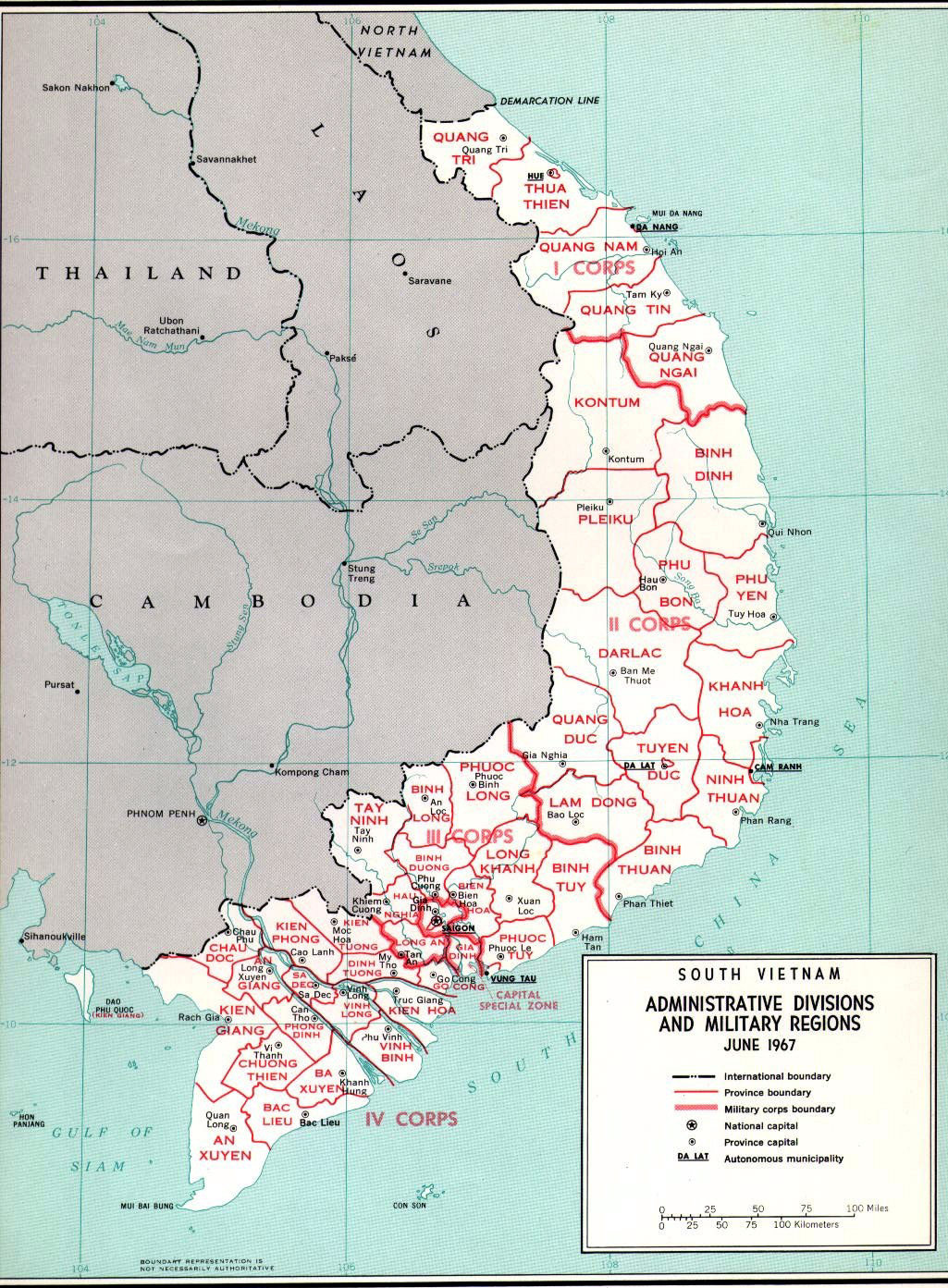
Карта Южного Вьетнама с обозначенными тактическими зонами корпусов

- I корпус — северные провинции страны, ближе всего находившиеся к Северному Вьетнаму. Штаб-квартира в Дананге.
- II корпус — Центральное высокогорье. Штаб-квартира в Плейку.
- III корпус — провинции, прилегающие к Сайгону. Штаб-квартира в Сайгоне.
- IV корпус — дельта Меконга и южные провинции страны. Штаб-квартира в Кантхо.

Уникальной особенностью корпусов ВСРВ было то, что они одновременно являлись административными единицами. Командир корпуса занимался всеми военными и гражданскими делами на своей территории. Кроме регулярных подразделений, в состав ВСРВ входили Региональные силы (Regional Forces — RF) и Народные силы (People Forces — PF). Региональные силы действовали в пределах своих провинций и являлись полувоенными формированиями. Народные силы были местным ополчением на уровне деревень, имевшим минимальную военную подготовку и вооружённым лишь устаревшим стрелковым оружием.

## Внешняя политика

Страны, признавшие Республику Вьетнам (Южный Вьетнам) по состоянию на 7 августа 1958 года.
Республика Вьетнам
Северный Вьетнам
Страна, официально признающая Республику Вьетнам.
Страны, которые косвенно признали Республику Вьетнам де-юре.
Страны, признавшие Республику Вьетнам де-факто.

| Международные отношения Республики Вьетнам | Международные отношения Республики Вьетнам |
| Регион                                     | Государства |
| ------------------------------------------ | --- |
| Азия (22)                                  | Бахрейн, Бирма, Индия, Индонезия, Иран, Израиль, Иордания, Катар, Камбоджа, Китай, Республика Корея, Кувейт, Лаос, Ливан, Малайзия, Непал, Саудовская Аравия, Сингапур, Таиланд, Турция, Филиппины, Япония                                                                        |
| Европа (20)                                | Австрия, Бельгия, Великобритания, Западная Германия, Греция, Дания, Исландия, Ирландия, Италия, Республика Кипр, Люксембург, Монако, Нидерланды, Норвегия, Португалия, Сан-Марино, Испания, Франция, Швеция, Швейцария,                                                           |
| Америка (25)                               | Аргентина, Боливия, Бразилия, Венесуэла, Гренада, Гватемала, Гайана, Гаити, Гондурас, Доминиканская Республика, Канада, Колумбия, Коста-Рика, Мексика, Никарагуа, Панама, Парагвай, Перу, Сальвадор, Соединённые Штаты Америки, Тринидад и Тобаго, Уругвай, Чили, Эквадор, Ямайка |
| Африка (22)                                | Ботсвана, Верхняя Вольта, Гамбия, Гана, Кот-д’Ивуар, Кения, Лесото, Либерия, Малави, Марокко, Нигер, Нигерия, Руанда, Сьерра-Леоне, Южная Африка, Свазиленд, Того, Тунис, Заир, Центральноафриканская Республика, Чад, Эфиопия                                                    |
| Океания (5)                                | Австралия, Новая Зеландия, Тонга, Западное Самоа, Фиджи |

### Международные организации
Южный Вьетнам был членом АКТС (accT), Азиатского банка развития (ADB), Всемирного банка (IBRD), Международной ассоциации развития (IDA), Международной финансовой корпорации (IFC), Международного валютного фонда, Международной телекоммуникационной спутниковой организации (INTELSAT), Интерпол, МОК, МСЭ (ITU), Международного движения Красного Креста и Красного Полумесяца (LORCS), ЮНЕСКО и Всемирного почтового союза (UPU).

## Культура
Культурная жизнь находилась под сильным влиянием Китая до французского господства в XVIII веке. В то время традиционная культура стала приобретать наложение западных черт. Во многих семьях под одной крышей жили три поколения. Формирующийся южновьетнамский средний класс и молодежь в 1960-х годах становились все более западными и следовали американским культурным и социальным тенденциям, особенно в музыке, моде и социальных отношениях в крупных городах, таких как Сайгон.